# Sharon Jordan
Sharon Jordan (Fontana, 11 marzo 1960) è un'attrice statunitense, nota soprattutto per aver interpretato Irene la concierge nella sitcom di Disney Channel Zack e Cody al Grand Hotel.

## Biografia
Nata a Fontana nel 1960, Sharon Jordan è cresciuta a Riverside. Ha frequentato la Riverside Polytechnic High School e il Cabrillo College, diplomandosi nell'estate del 1977. In seguito, ha studiato presso la celebre compagnia teatrale Playhouse West a North Hollywood, fondata da Jeff Goldblum e Robert Carnegie; qui Sharon ha studiato con Holly Gagnier, Tony Savant e Brian Lally.
Oltre che alla recitazione, Sharon si è dedicata anche allo studio universitario: si è laureata in Psicologia presso la California State University, a San Bernardino; in seguito, ha conseguito un master in Neuropsicologia, lavorando con bambini che soffrivano di traumi cerebrali. Mentre frequentava l'università, ha scritto e pubblicato diversi articoli scientifici.
Sharon è anche un'appassionata di musica: si è laureata presso il Second City Conservatory, e suona l'ukulele e il dulcimer.
Il 4 agosto 1984 si è sposata con Tracy Luster, dal quale ha avuto due figlie.
Si è cimentata anche nella scrittura creativa, pubblicando numerose poesie su diverse riviste e due romanzi gialli, intitolati rispettivamente Time shadows e Death shadows, appartenenti a una trilogia dal titolo The shadow chronicles.
Attualmente vive a Los Angeles con la sua famiglia.

## Carriera
Sharon Jordan, prima ancora che sullo schermo, ha esordito sul palco, come membro della compagnia teatrale Playhouse West. Ha inizialmente ricoperto ruoli di personaggi tratti dai romanzi di Agatha Christie e da commedie greche. Per diversi anni ha recitato in Welcome home, soldier, una delle più longeve rappresentazioni teatrali di Los Angeles, scritta da Tony Savant e diretta da Robert Carnegie.
A partire dal 2005 ha iniziato a recitare anche in televisione, ricoprendo il ruolo di Irene la concierge nella sitcom di Disney Channel Zack e Cody al Grand Hotel. Negli anni successivi ha partecipato a diverse altre serie televisive, e ha preso parte anche a numerosi film.

## Filmografia

### Cinema
- Southland Tales - Così finisce il mondo (2006)
- Pirati dei Caraibi - La maledizione del forziere fantasma (2006)
- Il caso Thomas Crawford (2007)
- Some Sunny Day (2008)
- Id (2009)
- Dead End Falls (2009)
- Billy and the Hurricane (2009)
- Casting Shadows (2010)
- Shades of grey (2011)
- Blind (2011)
- The Afterlife (2011)
- Rift (2011)
- Busy Doing Nothing (2011)
- Day in the life of Doe (2011)
- 23 hours (2013)
- Dying to see you (2013)
- Askew Circus (2015)
- Hello Au Revoir (2018)
- Crooked Transit (in corso)
- Guiso (pre-produzione)

### Televisione
- Zack e Cody al Grand Hotel (2005-2008)
- Sons & Daughters (2006-2007)
- Huff (2006)
- Hannah Montana (2007)
- Non sapevo di essere incinta (2008-2011)
- Oblivion: la serie (2009-2011)
- Cost of Capital (2012)
- Roomers  (2014)